# سیارک ۱۷۴۱

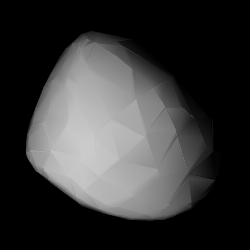
مدل سه‌بُعدی سیارک ۱۷۴۱‌ بر اساس منحنی نور آن

سیارک ۱۷۴۱ (به انگلیسی: 1741 Giclas، نامگذاری:1960BC) هزار و هفتصد و چهل و یکمین سیارک کشف شده‌است که در ۲۶ ژانویه ۱۹۶۰ کشف شد.
قدر مطلق سیارک برابر ۱۱٫۲۰ است.